# Thiodinini
Thiodinini es una tribu de arañas araneomorfas, pertenecientes a la familia Salticidae.

## Géneros
- Banksetosa
- Carabella
- Ceriomura
- Cotinusa
- Monaga
- Parathiodina
- Thiodina